# Splatterhouse: Wanpaku Graffiti
Splatterhouse: Wanpaku Graffiti (яп. スプラッターハウス わんぱくグラフィティ Супуратта:хаусу ванпаку гурафити) — видеоигра жанра платформер-хоррор, разработанная Now Production и выпущенная компанией Namco Limited (в то время — Namcot) 31 июля 1989 года эксклюзивно для игровой системы NES. Игра вышла в Японии и для североамериканского или европейского рынка не переиздавалась.

## Игровой процесс

Кадр из игры.

В отличие от своих более популярных продолжений, выполненных в жанре Beat 'em up-хоррор, Splatterhouse: Wanpaku Graffiti является типичным двухмерным платформером и намного менее мрачна и кровава, хотя элементы хоррора присутствуют и в ней. Игра разделена на семь основных и два бонусных этапа, оформленных в соответствующем стиле: кладбище, мрачный особняк, канализация, египетские пирамиды, болото и т. п. В конце каждого этапа, а иногда и посередине него, игроку предстоит встреча с одним из приспешников Тыквенного короля. Некоторые из приспешников также являются пародиями на известные фильмы. Например, промежуточный мини-босс первого уровня имеет явное сходство с Майклом Джексоном в музыкальном фильме-клипе «Michael Jackson’s Thriller», главный босс уровня пародирует фильм «Изгоняющий дьявола», «мини-босс» шестого уровня — фильм «Чужой», а босс восьмого — фильм «Муха».
Для противостояния многочисленным противникам — зомби, ожившим скелетам, летающим отрезанным рукам и прочей нечисти, — Рик вооружён большим топором. Кроме топора, время от времени появляется возможность палить во врагов из дробовика. Для восстановления утраченного в бою здоровья надо собирать конфеты, гамбургеры и жестяные банки с лимонадом.

## Сюжет
Главный герой игры — Рик (англ. Rick) умер по неизвестной причине. Однажды, когда его пришла навестить на кладбище бывшая подружка Дженнифер (англ. Jennifer), в могилу Рика ударила молния, и он ожил, причём на лице у него оказалась хоккейная маска, похожая на маску Джейсона Вурхиза из Пятницы 13-го. Вместе с Риком из соседней могилы появился главный антагонист игры — Тыквенный король (англ. Pumpkin King), который похищает Дженнифер. Чтобы спасти свою возлюбленную, Рику предстоит преодолеть множество препятствий, одолеть приспешников Тыквенного короля и в финальном поединке встретиться с главным злодеем. После победы над финальным боссом выясняется, что все происходящее было съёмками фильма ужасов Splatterhouse.

## Рецензии
- Посвящённый консольным играм англоязычный сайт Digital Press поставил игре 8 баллов из 10. Высоко оценены были как графика, так и музыкальное оформление игры, которое было названо одним из лучших на NES. Одними из самых интересных моментов игры были отмечены многочисленные пародии на известные фильмы ужасов.[2]
- Немецкий веб-сайт — Kingdom of Desire, оценил игру также в 8 баллов, в том числе: 8/10 за графику, 7/10 за музыку и звук и 7,5/10 за геймплей. Сложность игры была характеризована как средняя[3].
- Итальянский сайт видеоигр Retrogaming History поставил Splatterhouse: Wanpaku Graffiti 7 баллов из 10, отметив, что несмотря на менее кровавый по сравнению с другими играми серии геймплей и менее мрачную атмосферу, игра остаётся достаточно интересной[4].
- На специализирующемся на NES-играх веб-сайте NES Player игра получила оценку 4,5/5. В рецензии были высоко оценены графическое оформление уровней игры, управление и геймплей. Относительно низкая оценка была поставлена звуковым эффектам игры, довольно бедным по мнению рецензента[5].

## Прочие факты
- В комплекте с игрой поставлялся набор стикеров с изображениями Рика, Дженнифер, Тыквенного короля и некоторых других персонажей игры[6].
- Музыку к игре, высоко оцененную во многих рецензиях, написала Анна Паруна (англ. Anna Puruna). По данным MobyGames, это была её первая и последняя работа в видеоиндустрии[7].
- Несмотря на то, что официально игра выходила только на японском рынке, в сети существуют неофициальные переводы игры на английский и португальский языки[8].
- Если игрок посетит два секретных уровня, то в концовке игры Дженнифер и Рика застигнет гроза у заброшенного дома, намекая на начало первой части игры.